# Hydraena plumipes
Hydraena plumipes är en skalbaggsart som beskrevs av Claudius Rey 1886. Hydraena plumipes ingår i släktet Hydraena och familjen vattenbrynsbaggar. Inga underarter finns listade i Catalogue of Life.